# Genista nevadensis
Genista nevadensis là một loài thực vật có hoa trong họ Đậu. Loài này được (Esteve & Vara) Rivas Mart. et al. miêu tả khoa học đầu tiên năm 1991.